# Жуковский, Михаил Александрович
Жуко́вский, Михаи́л Алекса́ндрович (1922—1992) — советский и российский врач, доктор медицинских наук, профессор, клиницист-эндокринолог, член Президиума Учёного медицинского совета Министерства здравоохранения СССР, организатор (в 1961 году) и руководитель детской клиники Института экспериментальной эндокринологии и химии гормонов Академии медицинских наук СССР (в дальнейшем — Эндокринологического научного центра РАМН), главный педиатр-эндокринолог Министерства здравоохранения РСФСР, автор научных трудов по различным разделам педиатрии, в том числе, детской эндокринологии.
Будучи учеником выдающихся педиатров Георгия Нестеровича Сперанского и Юлии Фоминичны Домбровской, создал и развил новое направление в педиатрии, обеспечил подготовку многочисленных педиатров-эндокринологов. Под руководством профессора Жуковского разработаны многие сложные вопросы, связанные с особенностями клиники, диагностики и лечения заболеваний эндокринной системы у детей. Учебник «Детская эндокринология» под его редакцией выдержал несколько переизданий.
В многочисленных научных трудах профессора Жуковского и его сотрудников нашли отражение вопросы особенностей функционального состояния коры надпочечниковых желез в норме и при заболеваниях, патологии щитовидной железы, детально проработаны клинические проявления и особенности лечения сахарного диабета у детей, проблемы дисгенезии гонад и заболеваний гипофиза.

## Вклад в развитие науки
Автор свыше 250 научных работ и 16 монографий, посвящённых проблемам эндокринопатий и заболеваний, связанных с нарушением обмена веществ. Под его руководством выполнено свыше 45 кандидатских и докторских диссертаций, в которых нашли отражение вопросы патогенеза, диагностики, клинической картины и лечения болезней желез внутренней секреции и патологии обмена веществ.